# 下汤镇
下汤镇，是中华人民共和国河南省平顶山市鲁山县下辖的一个乡镇级行政单位。

## 行政区划
下汤镇下辖以下地区：
新街社区、老街社区、乱石盘村、岳庄村、红义岭村、王画庄村、松垛沟村、王庄村、尹和庄村、红石寺村住、杨家庄村、十亩地洼村、袁庄村、松树庄村、社楼村、西张庄村、和尚岭村、林楼村、西许庄村、竹园沟村、龙潭村和叶庄村。